# Talveila
Talveila là một đô thị ở Spanish tỉnh Soria, Castile and León. Theo điều tra dân số năm 2004 của Viện thống kê quốc gia Tây Ban Nha, đô thị này có dân số 186 người.